# Спелков
Спелков (чеш. Spělkov, бывш. нем. Spielkau) — муниципалитет в центре Чешской Республики, в крае Высочина. Входит в состав района Ждяр-над-Сазавоу.
Один из самых малонаселённых муниципалитетов Чехии.

## География
Расположен на расстоянии 16,5 км по автодорогам к северу от города Нове-Место-на-Мораве, в 24,5 км по автодорогам к северо-востоку от Ждяра-над-Сазавоу и в 62 км по автодорогам к северо-востоку от центра края — города Йиглава.
Граничит с муниципалитетами Боровнице (с юго-востока), Даньковице (с юга) и Красне (с запада) района Ждяр-над-Сазавоу, а также с муниципалитетом Телечи района Свитави, от которого отделена с севера рекой Свратка.
Связан автобусным сообщением с городом Ждяр-над-Сазавоу.
Из 259 га площади муниципалитета примерно 94 га (36 %) занимает пашня, 78 (30 %) — луга, 65 (25 %) — лес, по 3 га — огороды и вода, 2 га — застройка, 15 га (6 %) — прочее.

## История
Верховья реки Свратки начали осваиваться в XIII веке панами из Медлова, предками панов из Пернштейна. Когда Вилем I из Пернштейна выдал свою сестру Маркету замуж за Йешека Дубравку из Якубова, он обеспечил ей приданое из части своего имущества, включая деревню Шпильковичи. В 1631 году здесь было 7 хозяйств, после Тридцатилетней войны их осталось 5. Затем деревня стала расти, и в 1840 году здесь проживало 376 человек, после чего население постепенно стало падать.
В 1880 году местные протестанты основали кладбище, существующее и поныне. В 1937 году был проведён телефон, в 1939 году деревня была электрифицирована, после 1945 года появился водопровод.

### Изменение административного подчинения
- 1850 год — Австрийская империя, Моравия, край Брно, политический и судебный район Нове-Место;
- 1855 год — Австрийская империя, Моравия, край Йиглава, судебный район Нове-Место;
- 1868 год — Австро-Венгрия, Цислейтания, Моравия, край Йиглава, политический и судебный район Нове-Место[8][9];
- 1920 год — Чехословацкая Республика, Брновская жупания[чеш.], политический и судебный район Нове-Место-на-Мораве;
- 1928 год — Чехословацкая Республика, Чешские земли, политический и судебный район Нове-Место-на-Мораве;
- 1939 год — Протекторат Богемии и Моравии, Моравия, округ Иглау, политический и судебный район Нойштадт[10];
- 1945 год — Чехословацкая Республика, Чешские земли, административный и судебный район Нове-Место-на-Мораве[11];
- 1949 год — Чехословацкая республика, Пардубицкий край, район Поличка[12];
- 1960 год — ЧССР, Южноморавский край, район Ждяр-над-Сазавоу;
- 2003 год — Чехия, край Высочина, район Ждяр-над-Сазавоу, ОРП Нове-Место-на-Мораве.

## Политика
На муниципальных выборах 2022 года выбрано 4 депутата муниципального совета из 6 кандидатов списка партии ANO 2011 и 1 независимый депутат.

## Достопримечательности
Памятник погибшим в Первой мировой войне.

## Население
| Мужчин | Возраст | Женщин |
| ------ | ------- | ------ |
| 0      | 100+    | 0      |
| 0      | 95–99   | 0      |
| 0      | 90–94   | 0      |
| 0      | 85–89   | 0      |
| 1      | 80–84   | 0      |
| 1      | 75–79   | 1      |
| 1      | 70–74   | 1      |
| 3      | 65–69   | 1      |
| 3      | 60–64   | 3      |
| 1      | 55–59   | 2      |
| 0      | 50–54   | 1      |
| 1      | 45–49   | 0      |
| 1      | 40–44   | 1      |
| 2      | 35–39   | 0      |
| 1      | 30–34   | 0      |
| 0      | 25–29   | 0      |
| 0      | 20–24   | 0      |
| 0      | 15–19   | 0      |
| 0      | 10–14   | 0      |
| 0      | 5–9     | 0      |
| 1      | 0–4     | 0      |

| Год  | Численность | Численность |
| ---- | ----------- | ----------- |
| 1869 | 252         | [ 15 ]      |
| 1880 | 241         | [ 15 ]      |
| 1890 | 233         | [ 15 ]      |
| 1900 | 243         | [ 15 ]      |
| 1910 | 222         | [ 15 ]      |
| 1921 | 226         | [ 15 ]      |
| 1930 | 206         | [ 15 ]      |
| 1950 | 128         | [ 15 ]      |
| 1961 | 130         | [ 15 ]      |
| 1970 | 104         | [ 15 ]      |
| 1980 | 80          | [ 15 ]      |
| 1991 | 68          | [ 15 ]      |
| 2001 | 58          | [ 15 ]      |
| 2011 | 41          | [ 15 ]      |
| 2014 | 45          | [ 16 ]      |
| 2016 | 41          | [ 17 ]      |
| 2017 | 43          | [ 18 ]      |
| 2018 | 44          | [ 19 ]      |
| 2019 | 44          | [ 20 ]      |
| 2020 | 40          | [ 21 ]      |
| 2021 | 36          | [ 22 ]      |
| 2022 | 31          | [ 23 ]      |
| 2023 | 35          | [ 24 ]      |
| 2024 | 33          | [ 25 ]      |
| 2025 | 33          | [ 4 ]       |

По переписи 2021 года население деревни по обычному месту жительства составляло 26 человек (из них 16 мужчин и 10 женщин) в 11 домохозяйствах в 10 жилых домах (остальные 28 домов пустовали).
По составу семьи в деревне было 4 холостых, 18 семейных, 2 разведённых и 2 вдовых.
Из 25 человек старше 14 лет 2 имели базовое (в том числе неоконченное) образование, 20 — среднее, включая учеников (из них 4 — с аттестатом зрелости), 3 — высшее.
Из 26 человек 12 были экономически активны (в том числе 3 работающих пенсионера), 14 — неактивны (из них 12 неработающих пенсионеров и 1 женщина в декретном отпуске). Из 12 работающих 3 работали в своей общине, 9 — в другой.
По национальности в деревне было 19 чехов (из них 2 также моравов) и 7 не указавших национальность.